# Mayumi Inaba
Œuvres principales
- La Péninsule aux 24 saisons (2011)
- 20 ans avec mon chat (1999)

Mayumi Inaba (稲葉真弓, Inaba Mayumi), née le 8 mars 1950 à Saya (ville fusionnée en 2005 pour former la ville de Aisai) et décédée le 30 août 2014 (à 64 ans), est une poétesse et femme de lettres Japonaise. Elle publiera nouvelles et romans jusqu'à sa mort en 2014.

## Biographie

### Jeunesse
Mayumi Inaba gagne à seize ans un concours de poésie organisé par le magazine japonais Bungei Shunjû. Elle poursuit dans la voie littéraire et remporte à vingt-trois ans un prix pour son premier récit.

### Consécration
En 2008, Mayumi Inaba remporte le Prix Kawabata, prix décerné annuellement depuis 1974 à de courts récits ou des nouvelles exceptionnels en mémoire de l'écrivain et Prix Nobel de littérature Kawabata Yasunari.
En 2011, elle remporte le Prix Tanizaki, l'un des prix littéraires japonais les plus importants, pour son roman La Péninsule aux 24 saisons (半島へ).

### Disparition
Mayumi Inaba meurt d'un cancer du pancréas à l'âge de 64 ans.

## Œuvres traduites en français
- 1992 : La Valse sans fin (エンドレス・ワルツ), roman traduit par Élisabeth Suetsugu, Éditions Philippe Picquier, 2019.
- 1999 : 20 ans avec mon chat (ミーのいない朝), essai traduit par Élisabeth Suetsugu, Éditions Philippe Picquier, 2014 ;  Picquier poche, 2016.
- 2010: mille ans pour aimer, roman traduit par Élisabeth Suetsugu, éditions Picquier, 2023.
- 2011 : La Péninsule aux 24 saisons (半島へ), roman traduit par Élisabeth Suetsugu, Éditions Philippe Picquier, 2018.